# Jan Snellinck

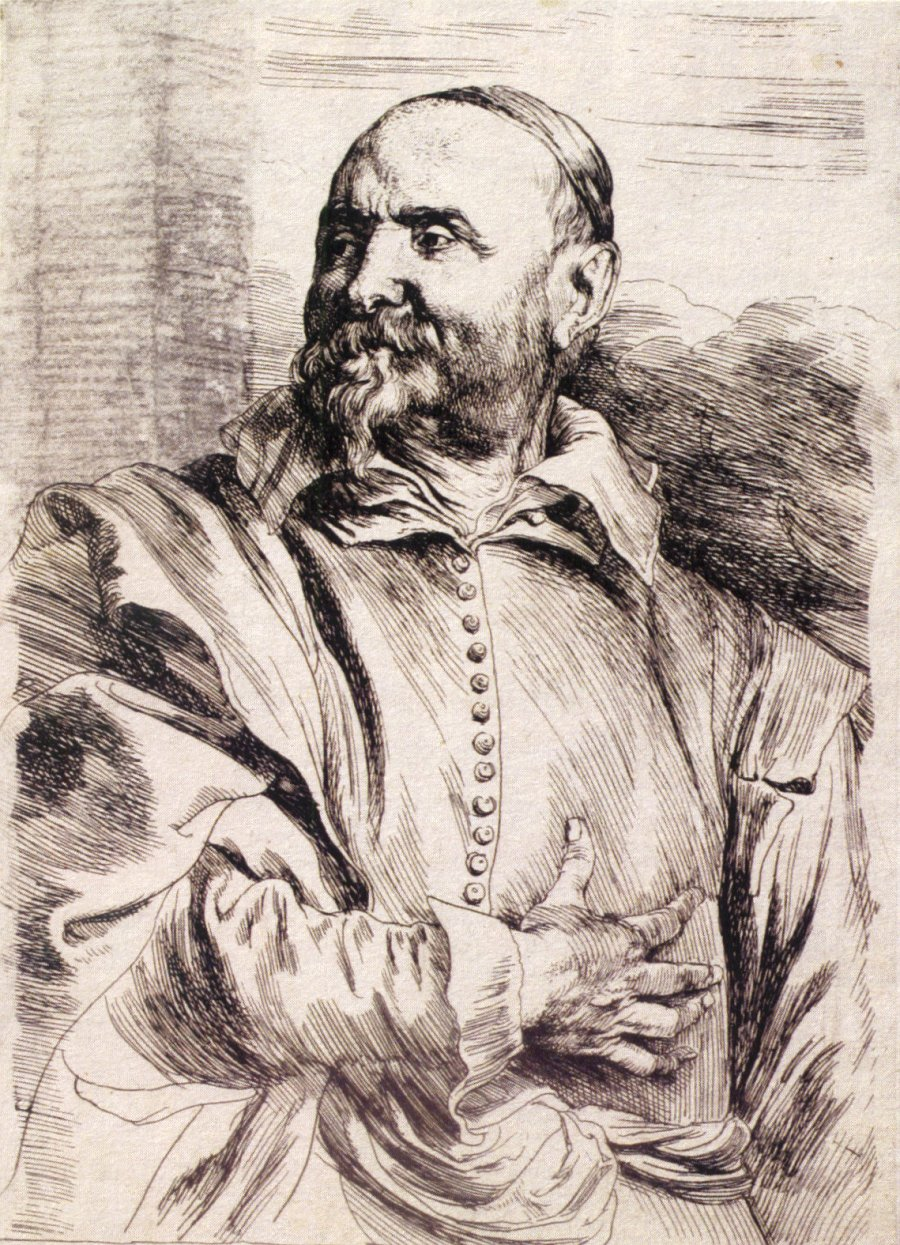
Jan Snellinck, por Anton van Dyck.Grabado tocado con carboncillo,, Melbourne, Galería Nacional de Victoria

Jan Snellinck (Malinas, 1548 o 1549 – Amberes, 1 de octubre de 1638) fue un pintor flamenco, que destacó fundamentalmente como coleccionista y marchante, siendo uno de los más importantes del mercado artístico de comienzos del siglo XVII en Europa.
Uno de sus principales discípulos fue Abraham Janssens. Según Houbraken, fue ignorado por Karel van Mander (el Vasari del Norte) a pesar de ser un pintor notable de Malinas, reconocido entre sus contemporáneos por sus pinturas de batallas y escenas heroicas, con buena acogida entre la realeza y el clero.

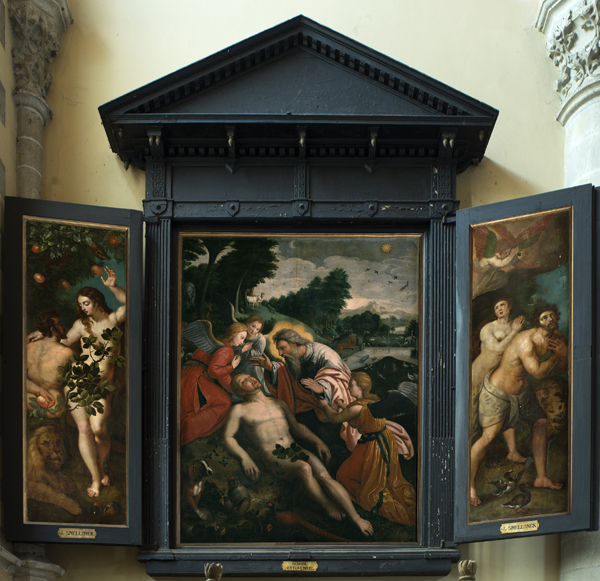
Oudenaarde
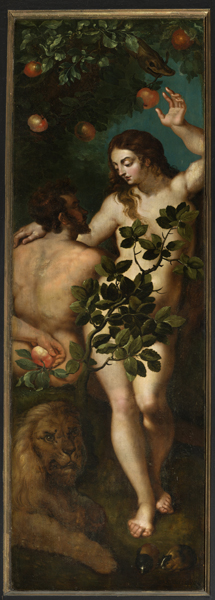
Oudenaarde
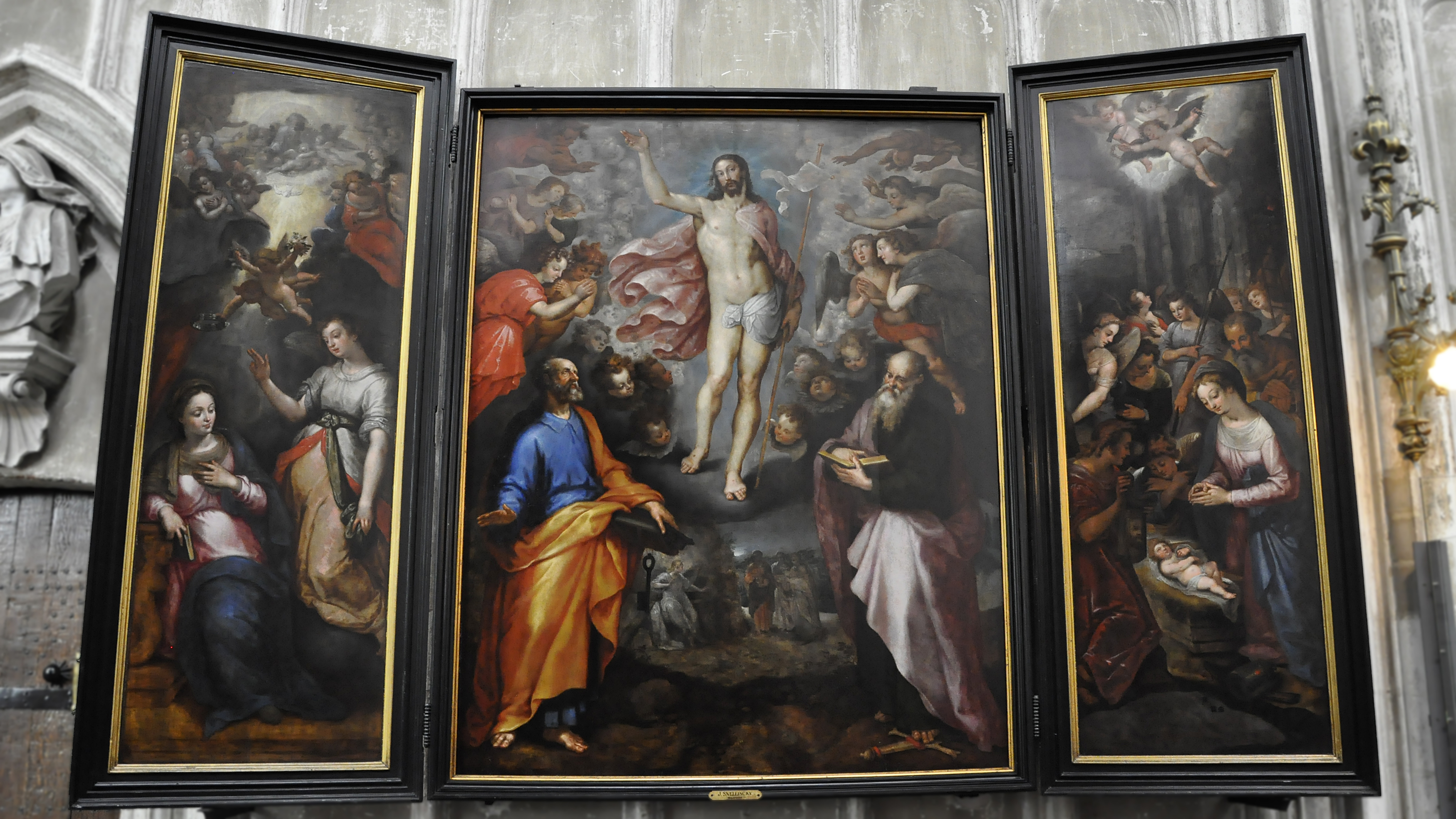
Mechelen